# Saint-Martin-des-Bois
Saint-Martin-des-Bois ist eine französische Gemeinde mit 587 Einwohnern (Stand: 1. Januar 2022) im Département Loir-et-Cher in der Region Centre-Val de Loire. Sie gehört zum Arrondissement Vendôme und ist Teil des Kantons Montoire-sur-le-Loir. Die Einwohner werden Saint-Martinois genannt.

## Geografie
Saint-Martin-des-Bois liegt etwa 48 Kilometer westnordwestlich von Blois. Umgeben wird Saint-Martin-des-Bois von den Nachbargemeinden Saint-Jacques-des-Guérets im Norden und Nordwesten, Montoire-sur-le-Loir im Norden und Nordosten, Lavardin im Osten, Saint-Arnoult im Südosten, Monthodon im Süden, Les Hermites im Südwesten, Les Hayes im Westen und Südwesten sowie Ternay im Westen.

## Einwohnerentwicklung
| 1962                       | 1968 | 1975 | 1982 | 1990 | 1999 | 2006 | 2017 |
| 760                        | 755  | 686  | 603  | 597  | 589  | 595  | 579  |
| Quellen: Cassini und INSEE |      |      |      |      |      |      |      |

## Sehenswürdigkeiten

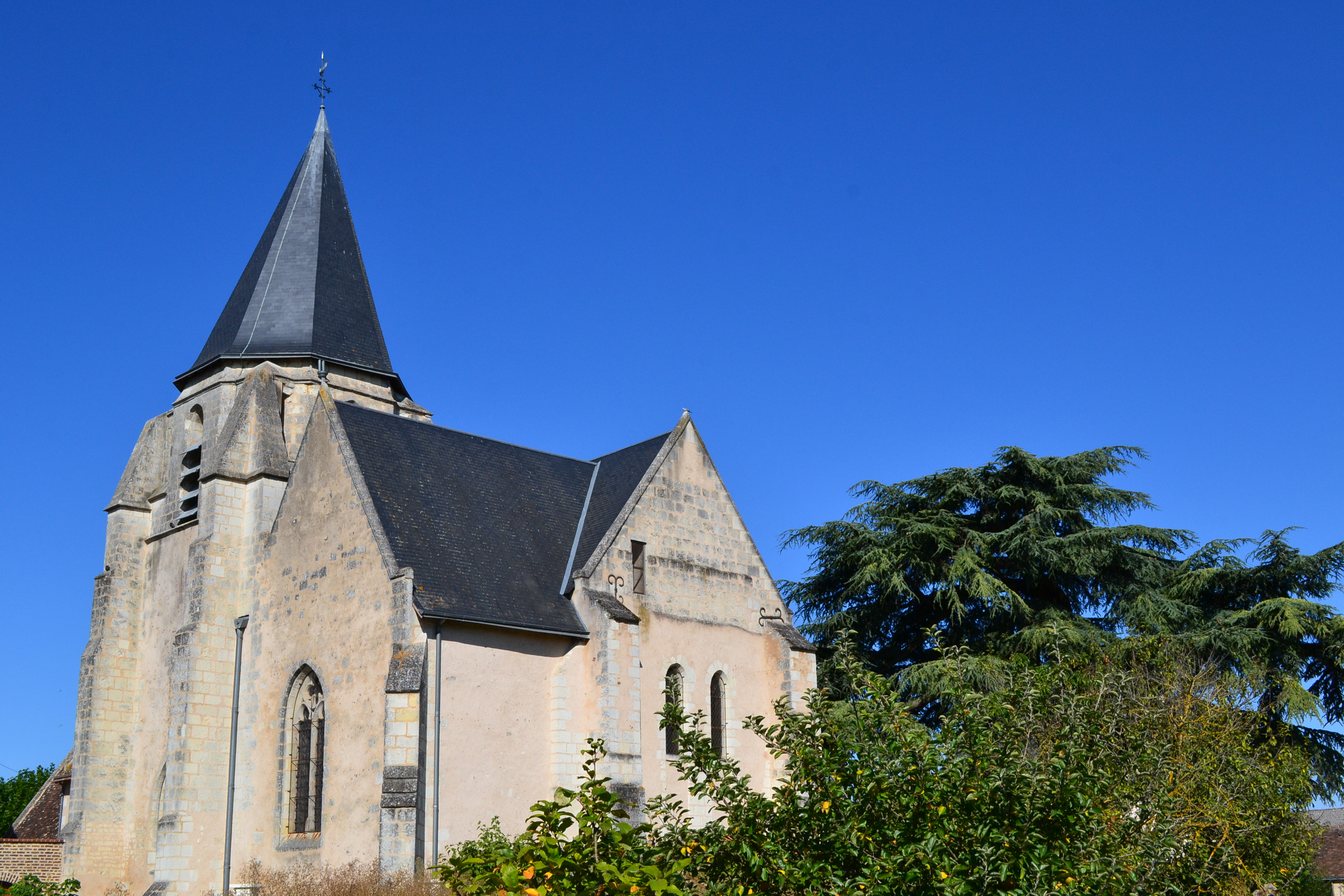
Kirche Saint-Martin
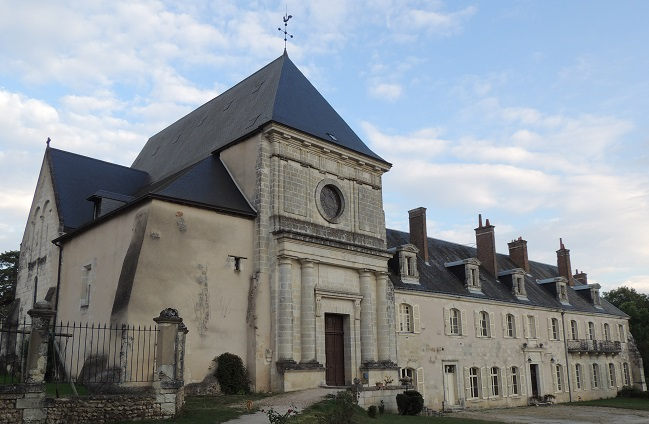
Kloster Saint-Georges-du-Bois
- Herrenhaus La Chevalinière

- Kirche Saint-Martin
- Klosterkirche Saint-Georges-du-Bois